# Ernst Hafter

Ernst Hafter, um 1922

Ernst Sigmund Hafter (* 9. Dezember 1876 in Zürich; † 17. März 1949 in Kilchberg) war ein Schweizer Rechtswissenschaftler.

## Leben und Werk
Ernst Hafters Vater war der Regierungsrat, Kantonsrat und Stadtrat Adam Hafter (1834–1914); er stammte aus der ursprünglich in Weinfelden niedergelassenen Familie Haffter (oder Hafter).
Ernst Hafter immatrikulierte sich 1895 an der Universität Zürich. 1896 wechselte er an die Friedrich-Wilhelms-Universität Berlin und verbrachte im folgenden Jahr auch ein Semester an der Universität Strassburg. Im Anschluss doktorierte er in Bern bei Eugen Huber mit einer Arbeit über Die Schweizerische Eisenbahnrente.

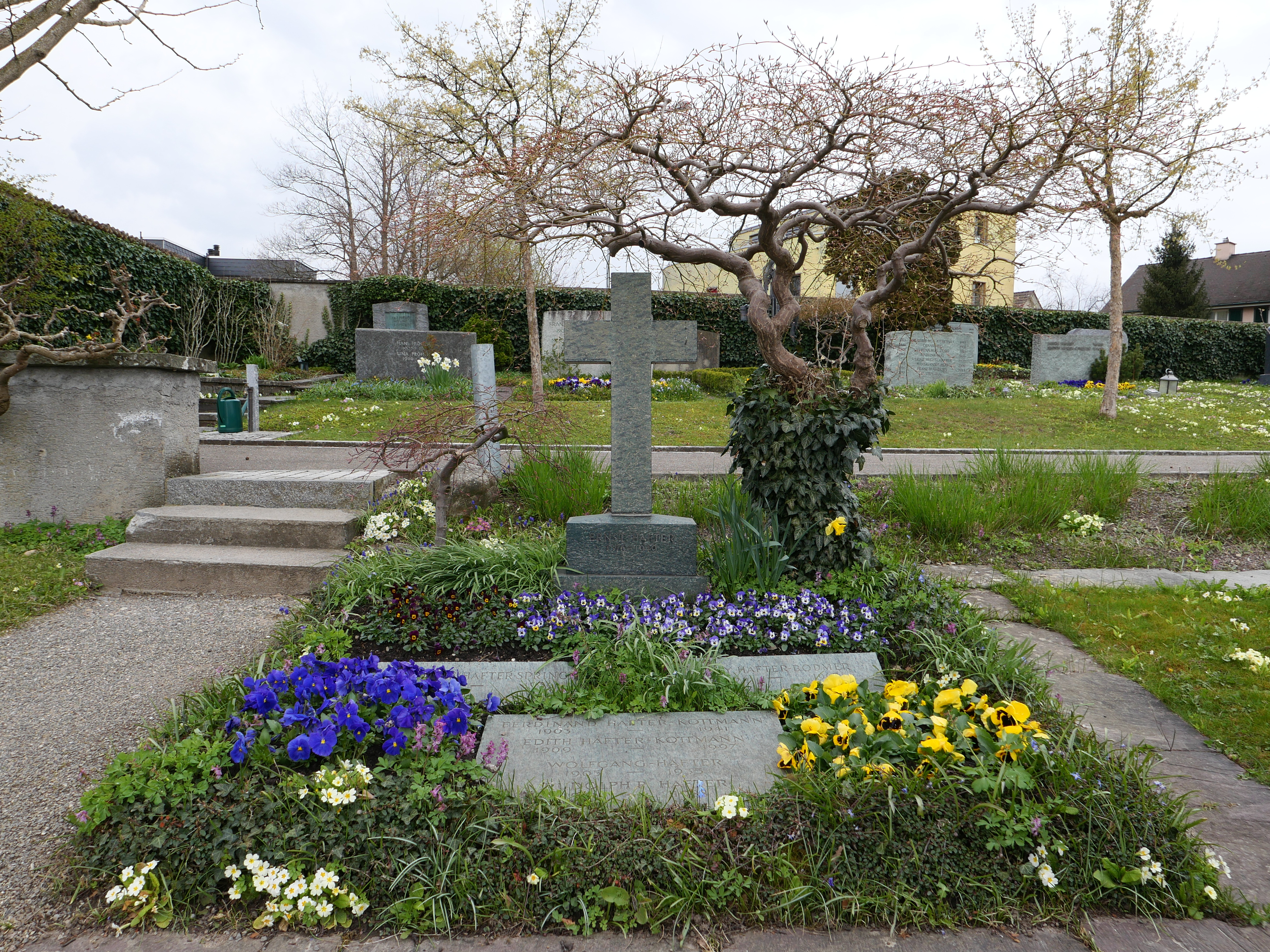
Das Grab von Ernst Hafter und mehreren Familienangehörigen auf dem Friedhof von Kilchberg.

Ernst Hafter beschloss, sich auf dem Gebiet des Strafrechts zu spezialisieren. 1901 zog er erneut nach Berlin, um am kriminalistischen Institut Franz von Liszts seine Habilitationsschrift Die Delikts- und Straffähigkeit der Personenverbände auszuarbeiten. Mit dieser Arbeit bewarb er sich 1902 erfolgreich um die venia legendi für die Fächer Strafrecht sowie Straf- und Zivilprozessrecht an der Universität Zürich. Bereits im August 1905 wurde Hafter zum Extraordinarius für Rechtsenzyklopädie und Rechtsphilosophie sowie für Mitvertretung des Strafrechts und der beiden Prozesse ernannt.
1908–1946 war Ernst Hafter zudem als Richter am Zürcher Kassationsgericht sowie 1925–1946 am eidgenössischen Militärkassationsgericht tätig. In den Jahren 1910 bis 1912 amtete er als Dekan der Rechts- und staatswissenschaftlichen Fakultät und vom Sommersemester 1922 bis zum Wintersemester 1923/24 als Rektor der Universität Zürich. 1942 wurde Ernst Hafter emeritiert. In Anerkennung seiner Dienste wurde er vom Regierungsrat zum Honorarprofessor ernannt.
Eine wichtige Rolle spielte Ernst Hafter bei der Entkriminalisierung homosexueller Handlungen im Rahmen der Erarbeitung des Schweizerischen Strafgesetzbuchs. Auf der Grundlage von Hafters Ausführungen zum Thema beschloss der Nationalrat 1929 die Legalisierung einvernehmlicher sexueller Handlungen zwischen Erwachsenen gleichen Geschlechts.

## Schriften (Auswahl)
- Lehrbuch des schweizerischen Strafrechts. 3 Bände. J. Springer, Berlin 1926–1943.